# Ruokojärvi (sjö i Finland, Kymmenedalen)
Ruokojärvi är en del av sjön Rautjärvi i Finland.   Den ligger i landskapet Kymmenedalen, i den södra delen av landet, 130 km nordost om huvudstaden Helsingfors. Ruokojärvi ligger 85 meter över havet.